# تورگهاتن
تورگهاتن (انگلیسی: Torghatten) شرکت ترابری و کشتیرانی نروژی است، که در سال ۱۸۷۸ تأسیس شد.